# Loi de Szemerényi
 (décembre 2023).
Si vous disposez d'ouvrages ou d'articles de référence ou si vous connaissez des sites web de qualité traitant du thème abordé ici, merci de compléter l'article en donnant les références utiles à sa vérifiabilité et en les liant à la section « Notes et références ».
La loi de Szemerényi est une loi phonétique proto-indo-européenne, nommée d'après le linguiste Oswald Szemerényi (en). Elle s'énonce ainsi : une suite constituée d'une voyelle (V), d'une consonne sonante (R) et de */s/ ou */h₂/ se simplifie par la chute de la fricative finale (*/h₂/ était probablement une fricative articulée à l'arrière du tractus vocal), avec allongement compensatoire de la voyelle précédente.  
Cette loi a affecté de nombreux nominatifs singuliers de noms masculins et féminins, ainsi que les nominatifs et accusatifs de neutres collectifs. 
Ainsi :
- Le proto-indo-européen *ph₂tér-s, « père », devient *ph₂tḗr, comme l'indiquent le grec ancien πατήρ/patḗr et le sanskrit पिता/pitā́.